# Казираги, Шарлотта
Шарло́тта Мари́ Помели́н Казира́ги (исп. Charlotte Marie Pomeline Casiraghi; 3 августа 1986, Ла-Колле, Монако) — монакская журналистка и бизнесвумен, одиннадцатая в очереди на трон Монако.

## Юность и образование
Шарлотта Мари Помелин Казираги родилась 3 августа 1986 года в Ла-Колле (Монако) в семье бизнесмена Стефано Казираги (1960—1990) и принцессы Монако Каролины (род. 1957), которые были женаты с 29 декабря 1983 года и до гибели Казираги 3 октября 1990 года в гоночной автокатастрофе. У Шарлотты есть два брата — старший Андреа Казираги (род. 1984) и младший Пьер Казираги (род. 1987). Училась в Лицее Фенелона.
После смерти мужа принцесса Каролина перевезла семью в город Сен-Реми-де-Прованс на юге Франции, с намерением свести к минимуму воздействие прессы на детей. В январе 1999 года принцесса Каролина вышла замуж за Эрнста Августа, принца Ганноверского. У Шарлотты появились отчим и два сводных брата (принц Эрнст Ганноверский и принц Кристиан Ганноверский). Шесть месяцев спустя сводная сестра Казираги, принцесса Александра Ганноверская, родилась в клинике в Веклабруке, Австрия. Затем семья переехала в парижский пригород Фонтенбло.
С 2001 по 2004 год в составе команды Марселя Розье «Марионно» Казираги участвовала в ряде соревнований по конкуру среди юниоров и любителей. Её последовательно обучали оба сына Розье, сначала Филипп, а затем Тьерри Розье.
В возрасте от двух до шести лет Шарлотта посещала школу Les Dames de Saint Maur, которая является частью католической школы Франсуа д’Ассиза Николя Барре в Монако. В возрасте шести лет она перешла в Республиканскую школу в Сен-Реми-де-Прованс. С 2000 по 2004 год Казираги посещала Лицей Франсуа-Куперена в Фонтенбло.
Она получила «отлично» (по-французски: très bien, максимальная оценка) на экзамене по бакалавриату в июле 2004 года. Затем поступила на курсы в лицей Фенелона в Сен-Жермен-де-Пре, Париж, в надежде поступить в институт École normale supérieure. Шарлотта сдала письменный вступительный экзамен в ENS в июне 2006 года, но не попала в список кандидатов, имеющих право перейти к устному экзамену.
В 2007 году Казираги получила лицензию бакалавра философии в Университет Париж IV Сорбонна. Она прошла две стажировки, сначала в издательстве Роберта Лаффона в Париже, а затем в приложении к воскресному журналу The Independent.

## Карьера

### Мода
В 2010 году Шарлотта стала официальным послом конных коллекций Gucci. В 2014 году она стала лицом косметики Gucci. Казираги приняла участие в создании кампании Yves Saint Laurent для осенней коллекции 2018 года, дав ей хэштег #YSL15.
22 декабря 2020 года Казираги стала послом бренда Chanel.

### Философия
В 2015 году Казираги основала общество Les Rencontres Philosophiques de Monaco (Философские встречи). Они обсуждают современные проблемы и новые публикации в области философии. Труды и жизнь Анны Дюфурмантель оказали сильное влияние на Казираги. Она написала о книге Дюфур-Мантель «Защита тайны» в статье для Libération. Казираги и Дюфурмантель были подругами, разделяя, по признанию самой Казираги, страсть не только к философии, но и к лошадям.
Шарлотта написала предисловие к книге, опубликованной в 2017 году психоаналитиком Юлией Кристевой. Обе женщины также опубликовали свои письма друг к другу, размышляя о философии.
В марте 2018 года Казираги и Маджори опубликовали книгу «Архипелаг страстей». Это серия диалогов между профессором и студентом о различных страстях (то есть высокомерии, радости, жестокости, любви) и их аффектах. Книга посвящена её отцу.

### Конный спорт
В июне 2009 года Казираги в сопровождении своего дяди Альбера II, принца Монако, появилась во французской телевизионной программе Stade 2, чтобы рассказать о своем недавнем участии в Мировом туре чемпионов. Это был её первый опыт публичных выступлений.
После возвращения в конкур в апреле 2009 года (после четырёхлетнего перерыва) она продолжает тренироваться с Тьерри Розье. Казираги и гнедой мерин по кличке ДЖИ Джо (владелец: Ян Топс) участвовали в Мировом туре чемпионов 2009 года в Валенсии, Испания, Монте-Карло, Каннах, Эшториле, Рио-де-Жанейро, и Валькенсварде.
Казираги продолжала участвовать в Мировом туре чемпионов на протяжении всего 2010 года. По большей части она ездила верхом на лошадях Трои (гнедом жеребце) и Тинтеро (сером мерине). По сей день он является основным элементом мероприятия GCT в Монако.
В 2010 году она стала почетным президентом Мирового тура чемпионов в Монако.

### Журналистика
Казираги является издателем и редактором журналов. Она была главным редактором журнала Above в 2009 году. С двумя друзьями она оставила эту роль, чтобы сосредоточиться на создании журнала Ever Manifesto.

## Филантропия
Казираги посещает официальные мероприятия в Монако, такие как гала-концерт по сбору средств для AMADE Mondiale и фонда Нельсона Манделы в сентябре 2007 года. В 2006 году она дебютировала на Балу роз в Монако (по-французски: Bal de la Rose), который собирает деньги для Фонда принцессы Грейс. В 2015 году она вошла в совет директоров FXB France, организации, основанной её крестной Альбиной дю Буавре в 1989 году для борьбы со СПИДом и нищетой.
Её первым публичным выступлением стало делегирование из Монако в Клуб des Habits Rouges, который похож на Пони-клуб в Великобритании. В то же время её дед Ренье III, принц Монако, назначил её покровителем Отдела общественной безопасности в Монако.

## Личная жизнь
В 2007 году имела непродолжительные отношения с актёром и моделью Гаспаром Ульелем.
В 2011—2015 годы Шарлотта встречалась с актёром Гадом Эльмалехом, от которого у неё есть сын — Рафаэль Эльмалех (род. 17.12.2013).
В 2017 году встречалась с итальянским режиссёром, Ламберто Санфеличе. В том же году она познакомилась с кинопродюсером Димитрием Рассамом, сыном актрисы Кароль Буке. 1 июня 2019 года они поженились. 23 октября 2018 года у них родился сын — Бальтазар Рассам. Также от этого брака у неё была падчерица — Дарья Рассам (род. 2011). В январе 2024 года стало известно, что они развелись. Причиной развода стала работа Рассама, он редко бывал дома и в основном проводил время в рабочих командировках. 
Её старший сын, Рафаэль, не находится в очереди на трон Монако, так как был рождён вне брака; младший сын, Бальтазар, стал двенадцатым в очереди на трон Монако после того, как она вышла замуж за его отца.